# لوري لودفيج
لوري لودفيج Lori Ludwig (ولدت في هيملسبرج في تورنجن في يناير 1924- ماتت في فورستنبرج في هافل في ديسمبر 1986) هي أديبة ألمانية, كتبت الشعر وكتبا للأطفال.

## حياتها
ولدت لوري لودفيج من عائلة ريفية، فدرست الزراعة في مدرسة متخصصة، ثم عملت بعد ذلك مزارعة لفترة من الزمن. وقد ظهرت اهتماماتها وميولها الفنية والأدبية مبكرا، فدرست الرسم والتصوير.
وفي عام 1947 التحقت بحلقة دراسية للمؤلفين الشباب في فايمار. وبعد أن تزوجت بالكاتب هانس كراوزه في عام 1953, استقرا الزوجان في نويجلوبسوف, وهناك كرست حياتها للعمل الأدبي. وقد كتبت بعض الكتب بالاشتراك مع زوجها.
وقد بدأت لوري لودفيج حياتها الأدبية بكتابة الشعر, ثم تحولت بعد ذلك إلى تأليف كتب للأطفال. وحصلت في عام 1970 على ميدالية يوهانس بيشر الفضية Johannes-Becher-Medaille.
وقد توفيت لوري لودفيج في عام 1986 بعد معاناة طويلة مع مرض السرطان.

## أعمالها
- الأرض الحبيبة 1954 (بالاشتراك مع جونتر دايكه وماجاريته نويمان).
- نشيد القلب 1955.
- اضطرابات حول كيته بورن 1955.
- دانييلا 1957.
- شبان شارع جريتسيبارت 1958 (بالاشتراك مع هانس كراوزه).
- بروكمانس الساكن في الطابق الثاني 1962 (بالاشتراك مع هانس كروازه).
- أنيته وأنا 1964.
- لا سعادة مع الأسرار 1966.
- أب جديد غير مرغوب فيه 1969.